# Farako (Côte d'Ivoire)
Pour les articles homonymes, voir Farako.
Farako est un village situé au nord-est de la Côte d'Ivoire dans le district du Zanzan (son Chef lieu est Bouna), appartenant à la région de Bounkani,. Farako est situé dans la sous-préfecture de Kotouba.